# Rotbrasse
Die Rotbrasse (Pagellus erythrinus), auch Rosenbrasse oder Dorade Rosé genannt, ist ein Speisefisch aus der Familie der Meerbrassen (Sparidae), der im Ostatlantik und im Mittelmeer beheimatet ist.

## Merkmale
Die Rotbrasse hat einen länglichen und seitlich abgeflachten Körper. Sie ist leicht hochrückig und hat einen bulligen Kopf mit steiler Stirn. Der Fisch besitzt ein endständiges und bis an die Augen reichendes Maul mit dicken Lippen, das mit spitzen Zähnen und Mahlzähnen ausgestattet ist. Der Körper ist hellrosa-silbrig mit rosa und blauem Schimmer gefärbt und weist an der Oberseite blaue Punkte auf. Am Hinterrand des Kiemendeckels befindet sich eine markante rote Markierung. Die ungeteilte Rückenflosse besitzt 12 harte Flossendornen und danach 10 bis 11 weiche, die Afterflosse 3 harte und 8 bis 9 weiche Flossenstrahlen. Die Bauchflossen sind bauchständig, die Schwanzflosse ist tief gegabelt. Die Brustflossen sind sehr lang und spitz sichelförmig.
Die Rotbrasse wird im Regelfall 15 bis 25 Zentimeter lang, Ausnahmefische erreichen bis zu 55 Zentimetern Länge und werden über ein Kilogramm schwer.

## Verbreitung
Die Rotbrasse lebt im Ostatlantik von den Britischen Inseln bis Nordafrika sowie im Mittelmeer und im Schwarzen Meer. Dabei ist sie auch in den Küstenbereichen der Kapverdischen Inseln und der Kanarischen Inseln anzutreffen.

## Lebensweise
Die Fische leben in kleinen Gruppen im Küstenbereich und am Kontinentalschelf in Wassertiefen von 20 bis 190 Metern, vor allem auf Sandboden und seltener über Schlick und Felsen. Sie patrouillieren in kleinen Scharen entlang von Kanten und suchen nach Beute. In manchen Buchten steigen die Fische in der Nacht auch ins Flachwasser auf.
Rotbrassen sind, anders als etwa die Goldbrasse, so genannte proterogyne Zwitter. Das bedeutet, dass alle Fische im Alter von etwa einem bis zwei Jahren als Weibchen geschlechtsreif werden und sich später in Männchen umwandeln. Die Laichzeit der Rotbrasse liegt im Sommer bis Frühherbst, wobei die Bestände nördlich der Britischen Inseln und im Schwarzen Meer sich dort nicht fortpflanzen. Pro Rogner werden etwa 30.000 bis 150.000 Eier abgegeben.

## Nahrung
Rotbrassen ernähren sich von Fischen, Kopffüßern, Weichtieren und Krebsen. Typische Beutetiere sind Leierfische, Sardinen, Sardellen, Plattfische, Ährenfische und Sandaale sowie Krabben, Kaisergranat, Muscheln, Schnecken und Tintenfische.

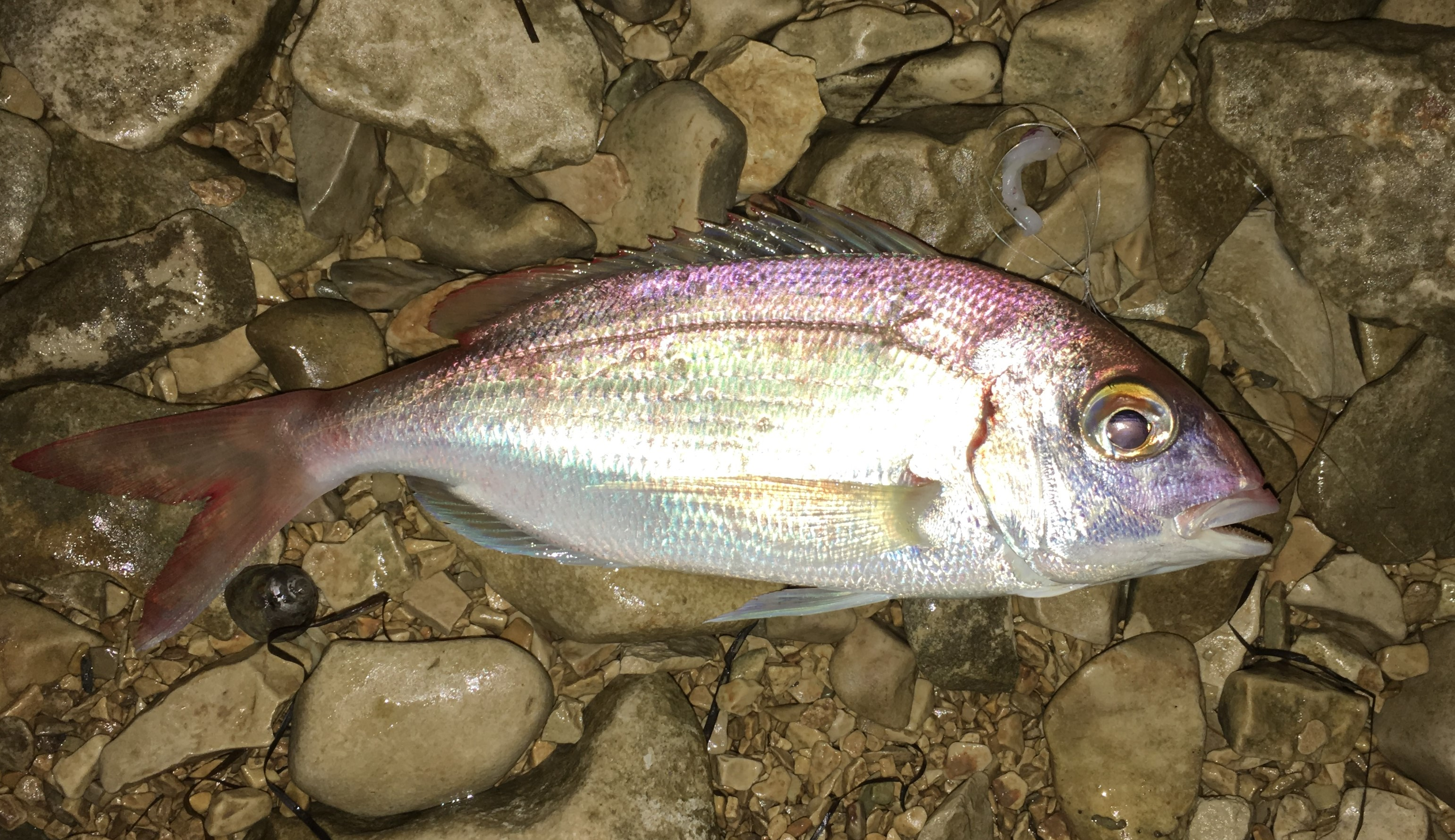
Rotbrasse, gefangen in Kroatien

## Fang und Nutzung
Rotbrassen sind beliebte Angelfische, die in tiefem Wasser vom Boot aus dicht über Grund mit Naturködern wie Kalmaren oder Köderfischen gefangen werden können. Auch das Jigging mit Inchikus und Pilkern ist möglich. Die relativ kleinen Fische bringen im Drill beachtliche Kräfte auf. An manchen Stellen ist der Fang der Rotbrassen in der Nacht auch vom Ufer aus mit Naturködern möglich.
In der industriellen Fischerei wird die Rotbrasse mit Grundlangleinen und tierischen Ködern gefangen und zu hohen Preisen im Handel als „Dorade Rose“ angeboten.
Das Fleisch der Rotbrasse ist weiß und sehr zart und genießt einen hervorragenden Ruf in der mediterranen Küche, es gilt dem der Goldbrasse sogar noch als überlegen.
Schonmaß im Mittelmeer: 15cm

## Systematik
Die Rotbrasse ist eine von sechs Arten der Gattung Pagellus.

## Belege